# Sumino
Sumino (Jezioro Sumińskie) (kaszb. Jezoro Sumino) – jezioro rynnowe w mezoregionie Bory Tucholskie, w powiecie kartuskim i bytowskim (województwo pomorskie).
Ogólna powierzchnia: 152,5 ha, maksymalna głębokość: 15,9 m. Jezioro znajduje się na turystycznym  Szlaku Kamiennych Kręgów i posiada urozmaiconą linię brzegową.